# جون كونسيدين (رائد)
جون كونسيدين (بالإنجليزية: John Considine)‏ هو رائد أمريكي، ولد في 29 سبتمبر 1868، وتوفي في 11 فبراير 1943.